# Bulozi (Republika Serbska)
Bulozi (cyr. Булози) – wieś w Bośni i Hercegowinie, w Republice Serbskiej, w mieście Sarajewo Wschodnie, w gminie Istočni Stari Grad. W 2013 roku liczyła 258 mieszkańców.